# 罗伯特·阿沃莱达
罗伯特·阿沃莱达（西班牙語：Robert Arboleda，1991年10月22日—），厄瓜多尔男子足球运动员，司职后卫。他曾代表厄瓜多尔国家队参加2022年国际足联世界杯，以及2019年和2021年美洲國家盃。